# Inés Prancevic
Inés Prancevic (ca. 1970), también conocida como Inés Bórquez, es una destacada bailarina, milonguera y coreógrafa de tango argentina, que desde 1986 integra la pareja de baile Los Bórquez con Carlos Bórquez. Conocida mundialmente desde que integró el elenco del espectáculo Tango Argentino de Claudio Segovia y Héctor Orezzoli, a partir de 1987 y hasta 1992, en el que diseñaron y bailaron el cuadro correspondiente a "La yumba", de Osvaldo Pugliese, participando de la presentación en Broadway de 1999/2000 que resultó nominado a los Premios Tony. Integró con su pareja también el conocido espectáculo Forever Tango de Luis Bravo y dirigió espectáculos como Sueños de Tango (1997).
Las coreografías de Los Bórquez se caracterizan por su desenfado e histrionismo, combinando múltiples recursos dramáticos, desde el humor al uso de vestuarios sorprendentes, acentuando la pasión que caracteriza a la danza.

## Biografía
Inés Prancevic formó pareja con Carlos Bórquez  en 1986 tomando el nombre artístico de Los Bórquez. Ese mismo año integran los elencos de Mariano Mores reunidos para representar los espectáculos O.K. Mr. Tango, con el canto de Vikki Carr, y A Tutto Tango.
En 1987, luego del éxito mundial alcanzado por Tango Argentino con los estrenos en París (1983) y sobre todo Broadway (1985), Claudio Segovia y Héctor Orezzoli los integran al elenco que recorre el mundo hasta 1992, incluyendo las importantes presentaciones en Londres (1991) y Buenos Aires (1992). Los Bórquez fueron la pareja que bailó desde ese momento el cuadro de "La yumba", tema de Osvaldo Pugliese, diseñando una coreografía que llamó la atención por su audacia histriónica y que se convirtió desde ese momento en el tema emblemático del estilo de Los Bórquez.
En 1993 diseñaron la coreografía para el cuadro de "Tanguera" que se presentó en el Festival de Cosquín 1993, la primera vez que se bailó tango en ese festival clásico de la música folklórica argentina.
Entre 1994 y 1999 integraron uno de los elencos que formó Luis Bravo para representar Forever Tango, actuando en Londres y en otras decenas de ciudades.
En 1996 diseñaron su primer espectáculo tanguero, Sueños de Tango, presentado ese mismo año, montado sobre las premisas dramáticas e histriónicas que la pareja venía desarrollando desde la década anterior. El espectáculo fue musicalmente dirigido por Walter Ríos.
En 1999 formaron parte del elenco que repuso Tango Argentino en Broadway, resultando la obra nominada para los Premios Tony, en la categoría Mejor Revival de un Musical.
En 2003 fueron convocados por el Gobierno de la Ciudad de Buenos Aires para integrar el jurado del primer Campeonato Mundial de Baile de Tango realizado en Buenos Aires, jurado que volvieron a integrar en otras ediciones.